# هنر تانبو

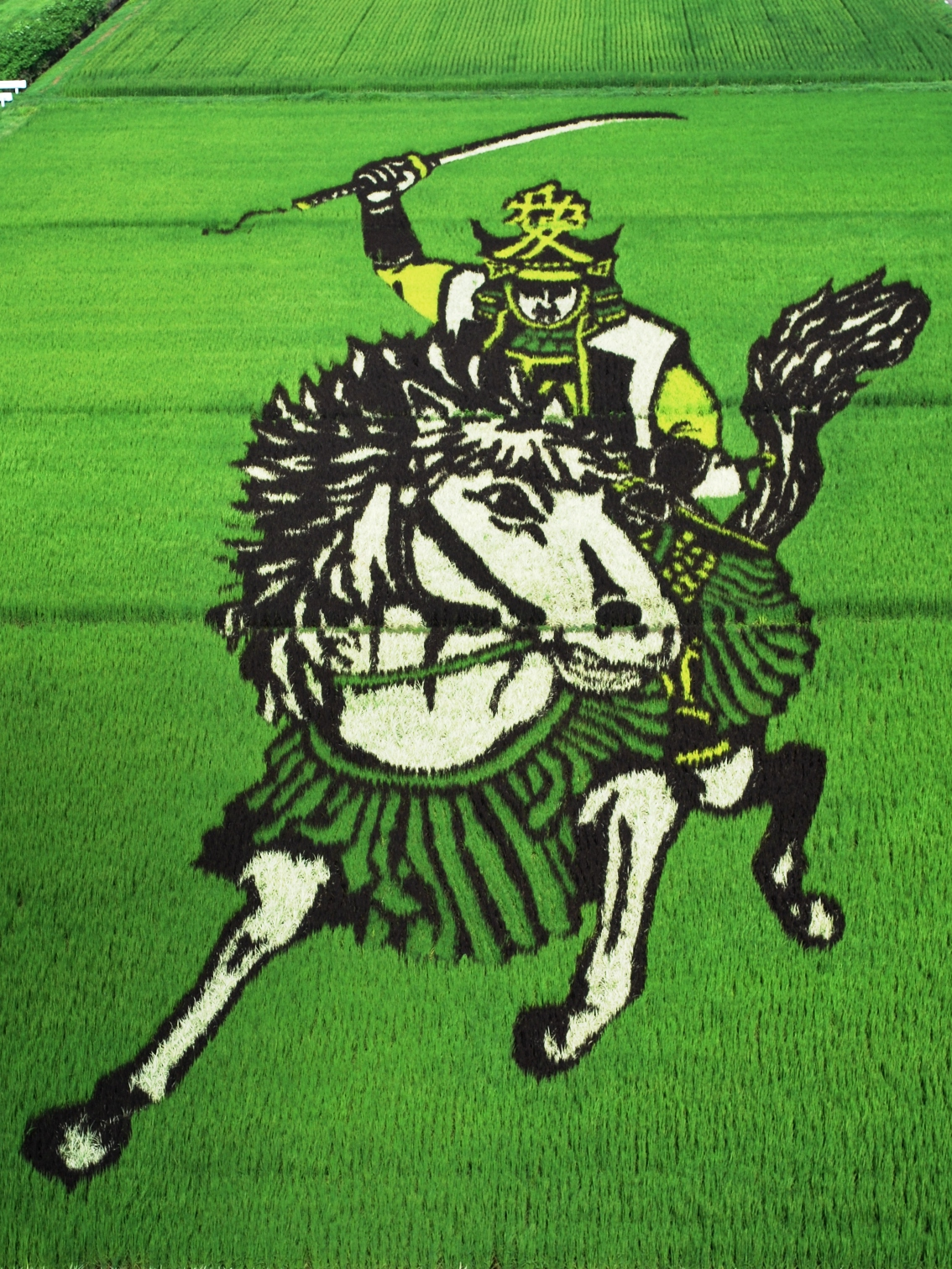
ترسیم نقش یک فرمانده سامورایی در شالیزاری در ژاپن

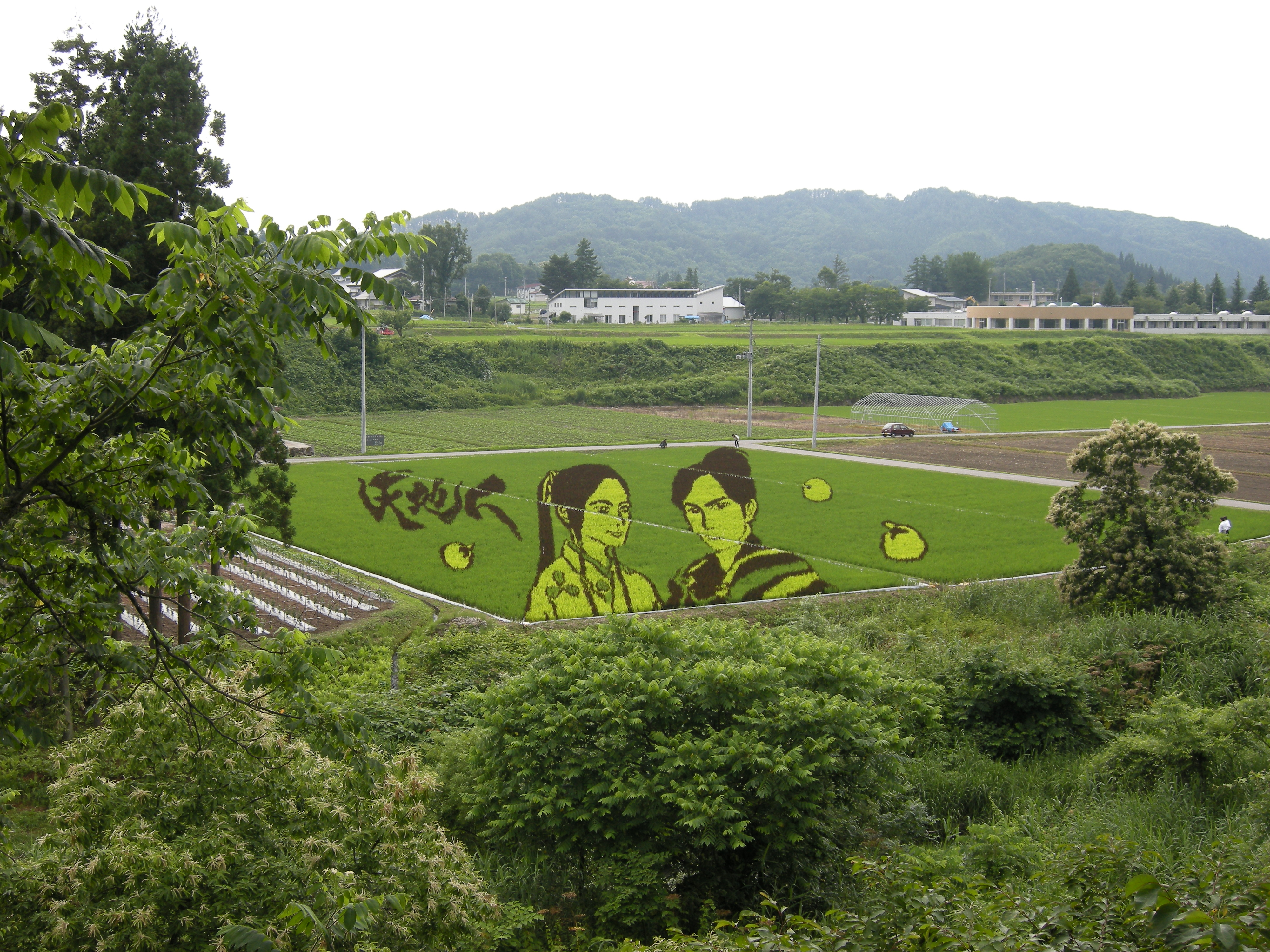
هنر تانبو در روستای یونزاوا، استان یاماگاتا، ژاپن.

هنر تانبو (به ژاپنی: 田んぼアート) شیوه و هنری ژاپنی است که به وسیله انواع گیاه برنج و با توجه به رنگ‌های گوناگون آن ایجاد می‌گردد. این هنر که نوعی آفرینش ِ طرح و نقش‌های بسیار بزرگ است، در شالیزارها انجام می‌شود.

## پیشینه
در سال ۱۹۹۳، مردم ایناکاداته، آئوموری به دنبال راهی برای احیای روستای خود بودند. کاوش‌های باستان‌شناسی در این منطقه نشان داد که برنج در این سامان بیش از ۲۰۰۰ سال کشت می‌شده‌است. به افتخار این تاریخ، روستاییان در پشت ساختمان شهرداری یک شالیزار درست کرده و از آن به عنوان بوم برای ایجاد نقش و نگار بر روی آن استفاده کردند. این روستاییان با بهره گرفتن از چهار قلم از اقلام جدید برنج توانستند رنگ‌های گوناگونی در شالیزار ایجاد کرده و نگاره بزرگی را در این شالیزار ترسیم کنند. برای اینکه تمامی نگاره از بالا به راحتی دیده شود، این روستاییان، برجی ۲۲ متری در کنار ساختمان دهداری ایناکاداته ساختند. در سال ۲۰۰۶، بیش از ۲۰۰ هزار نفر برای دیدن این هنر از این روستا دیدن کردند.
در ۹ سال اول، کشاورزان تصویر ساده‌ای از کوه ایواکی را ترسیم می‌کردند اما بعدا به طرح‌های پیچیده‌تری روی آوردند. پس از ایناکاداته، روستاهای دیگری چون یونزاوا در استان یاماگاتا نیز به هنر تانبو روی آورده و نگاره‌های خود را در شالیزارها ترسیم کردند.